# I Am Kalam
I Am Kalam è un film del 2010 diretto da Nila Madhab Panda.
Il personaggio di Chhotu è stato interpretato da Harsh Mayar. Il film è stato presentato al 63° Cannes Film Festival il 12 maggio 2010. È stato presentato in diversi festival cinematografici ed ha ricevuto diversi premi ed onorificenze. Il film è stato trasmesso il 17 agosto 2016 all'Independence Day Film Festival. Il film ha ottenuto recensioni positive venendo definito uno dei migliori film degli ultimi anni.

## Location
Il film è stato girato Bikaner, Rajasthan of  India .

## Distribuzione
I Am Kalam venne distribuito nei cinema indiani il 5 agosto 2011. Una speciale proiezione per Abdul Kalam venne fatta nella sua residenza di Delhi il 29 luglio. Il film è stato distribuito dalla Ultra Media & Entertainment.

## Riconoscimenti
- 2010 – Lucas - International Festival of Films for Children and Young People
  - Don Quijote Award
  - Miglior film
- 2012 – Filmfare Awards
  - Miglior storia